# Liste der Baudenkmäler in Schliersee

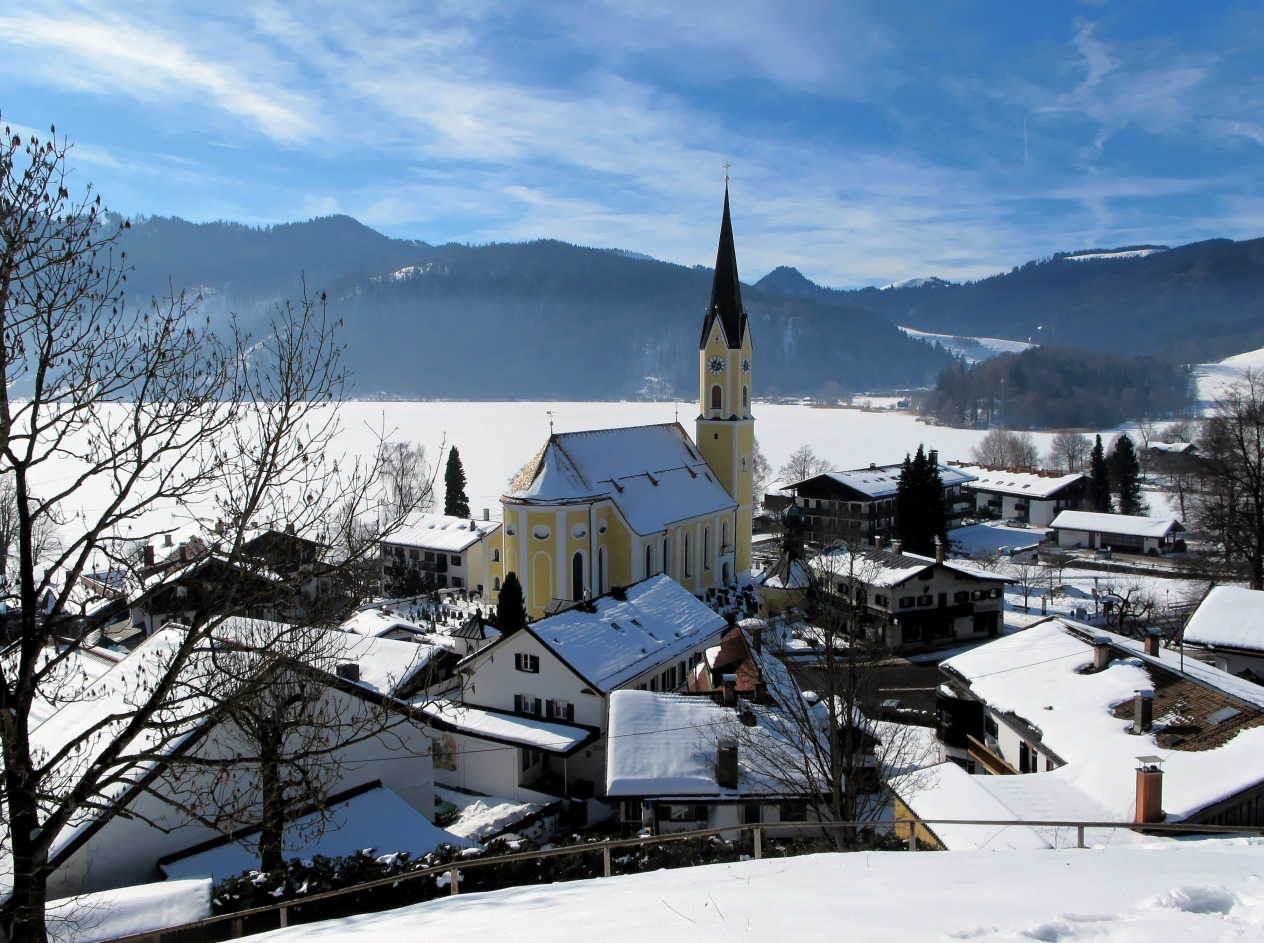
Blick auf Schliersee und die Pfarrkirche St. Sixtus

Auf dieser Seite sind die Baudenkmäler in dem oberbayerischen Markt Schliersee zusammengestellt. Diese Tabelle ist eine Teilliste der Liste der Baudenkmäler in Bayern. Grundlage ist die Bayerische Denkmalliste, die auf Basis des Bayerischen Denkmalschutzgesetzes vom 1. Oktober 1973 erstmals erstellt wurde und seither durch das Bayerische Landesamt für Denkmalpflege geführt wird. Die folgenden Angaben ersetzen nicht die rechtsverbindliche Auskunft der Denkmalschutzbehörde.

## Ensembles

### Ensemble Valepp
Das Forsthaus Valepp zusammen mit der südlich dazu gelegenen Kapelle Maria Hilf, dem Klausenhaus sowie der Klausensperreinrichtung in der Roten Valepp und denen diese umgebenden Flächen bilden ein Ensemble. Die Gruppe liegt in beeindruckender landschaftlicher Umgebung des Hochgebirges.
Eine „Alpe Valldep“ ist als Besitz des Klosters Scheyern seit dem 16. Jahrhundert urkundlich bezeugt. Aus dem gleichen Jahrhundert ist eine Klause, die Tiroler Klause, später Kaiserklause, für das Flößen von Holz benannt. Für die Holz- und Almarbeiter wurde vom Kloster Scheyern 1710 eine Kapelle leicht oberhalb des Klausenhauses erbaut. Die etwas höher gelegene Ochsenalm befand sich spätestens seit 1508 im Besitz der Maxlrainer Grafen. In den 1840er-Jahren wurde ein stattliches Forsthaus erbaut, von dem aus die Waldbewirtschaftung und der Transport des Holzes geleitet wurde. Im aufkommenden Alpentourismus des 19. Jahrhunderts wurde das Forsthaus auch zum Ziel von Wandernden. Eine letzte Bauphase war in den 1930er-Jahren mit einem Jagdhaus für Heinrich Himmler und den Ausbau der Wege im Bereich der Valepp und darum herum.
Die Valepp ist ein vom Spitzingsee südwärts nach Tirol sich erstreckendes langes Tal. Nahe der Tiroler Grenze liegt, von Norden kommend, auf einer Schotterterrasse auf einer Höhe von fast 900 Metern zunächst das Forsthaus Valepp. Der zweigeschossige Flachsatteldachbau steht oberhalb einer zweiläufigen Treppenanlage aus Bruchsteinen und mit einer Brunnennische. Das Gebäude selbst hat ein Quadermauerwerk im Erdgeschoss, das Obergeschoss ist als Blockbau errichtet mit umlaufender Hochlaube. Das Dach mit hohem Kniestock hat eine Giebellaube. Es wurde 1841 durch das königliche Salinenamt Reichenhall für den Förster erbaut, der Aufsicht über Wald, Wege und Wasserbauten hatte. Zudem hatte es Zimmer für Gäste und einen Schankraum im Erdgeschoss. Der Bau galt mustergültig für den Bau von Forsthäusern und wurde 1843 in der Allgemeinen Bauzeitung (Wien) veröffentlicht.
Zum Forsthaus südlich am Hang zur Hochterrasse der Ochsenalm liegt das Ende des 17. Jahrhunderts erbaute Klausenhaus mit gemauertem Erdgeschoss und Blockbau-Obergeschoss und oberhalb die Kapelle Maria Hilf. Die kleine Kapelle ist ein Saalbau mit
halbrunder Apsis und Dachreiter. Weiter südlich und etwas oberhalb liegt die Ochsenalm als stattlicher Blockbau mit einer Nebenhütte, beide wohl 1849. Das ehemalige Jagdhaus Himmler ist ein erdgeschossiger Bau mit holzverschaltem Obergeschoss.
Aktennummer: E-1-82-129-1

## Baudenkmäler nach Ortsteilen

### Schliersee
| Lage                                         | Objekt                    | Beschreibung | Akten-Nr.               | Bild                      |
| -------------------------------------------- | ------------------------- | --- | ----------------------- | ------------------------- |
| Am Gstatterberg 9 c (Standort)               | Ehemaliger Getreidekasten | Zweigeschossiger Blockbau mit Flachsatteldach, bezeichnet 1735, neu aufgestellt um 1970, ausgebaut und erweitert 1977. | D-1-82-131-1            | Ehemaliger Getreidekasten |
| Hans-Miederer-Straße 4 (Standort)            | St. Georg                 | Kapelle auf dem Weinberg, 1368/1387 wohl über älterer Grundlage erbaut, Chor um 1470, frühbarocke Erneuerung ab 1606; mit Ausstattung. | D-1-82-131-4            | weitere Bilder            |
| Hans-Miederer-Straße 7 (Standort)            | Wagner hinterm Weinberg   | Wohnhaus mit Blockbau-Obergeschoss des 18. Jahrhunderts und Balusterlaube, Dachaufbau mit Giebellaube Anfang 20. Jahrhundert. | D-1-82-131-5            | Wagner hinterm Weinberg   |
| Hans-Miederer-Straße (Standort)              | Haider-Denkmal            | Denkmal für den Maler Karl Haider (1846–1912) von Hermann Lang auf der Hochburg; steinerne Ruhebank, Steinpfeiler mit Bronzebüste, 1921. Inschrift: „Er trug das Ewige in seiner großen Seele und bot es uns in seinen Werken“. | D-1-82-131-6            | Haider-Denkmal            |
| Konrad-Dreher-Straße 1 (Standort)            | Zum Vierzgerschuster      | Wohnhaus, Putzbau mit figurierten Balkenköpfen, geschweiftem Giebelbalkon und Rautentür, um 1810/20, im Kern wesentlich älter. | D-1-82-131-7            | Zum Vierzgerschuster      |
| Lautererstraße 1 (Standort)                  | Pfarrhof                  | Putzbau mit Walmdach, 1722/1724, wohl nach Plänen von Dominik Gläsl erbaut, Zwerchhaus um 1880. | D-1-82-131-8            | weitere Bilder            |
| Lautererstraße 6 (Standort)                  | Beim Schrödl              | Wohnteil des ehemaligen Bauernhauses, seit 1915 Heimatmuseum, mit verputztem Blockbau-Oberstock, Balusterlaube, bemalter Laubentür, bezeichnet 1732, und Sterntür; östlicher Hausteil in unverputztem Feld- und Bruchsteinmauerwerk, 15./16. Jahrhundert, unter gemeinsamem Dach mit verbretterter Giebellaube. | D-1-82-131-9            | Beim Schrödl              |
| Ledersberg 12 (Standort)                     | Kistler am Ledersberg     | Ehemaliges Bauernhaus, Wohnteil mit bemalten Balkenköpfen, wohl Ende 18. Jahrhundert, Laubenbrüstung und Giebelzier in reicher Aussägearbeit, drittes Viertel 19. Jahrhundert. | D-1-82-131-10           | Kistler am Ledersberg     |
| Leitnerstraße 2 (Standort)                   | Christuskirche            | Evangelisch-Lutherische Christuskirche, Zentralbau über unregelmäßigem Achteck mit zeltförmiger Dachkonstruktion, von Olaf Andreas Gulbransson, 1950–1954. | D-1-82-131-78           | weitere Bilder            |
| Leitnerstraße 7 (Standort)                   | Landhaus                  | kleiner, zweigeschossiger Satteldachbau mit umlaufender Hochlaube und verbrettertem Obergeschoss und Giebel, 1911. | D-1-82-131-110          | Landhaus                  |
| Mesnergasse 2 (Standort)                     | Hofhaus                   | Dreigeschossiger Putzbau mit Flachsatteldach und Giebelbalkons, Erdgeschoss im Kern wohl spätmittelalterlich, mit Stuckdecken der Zeit um 1700, zweites Obergeschoss und Dachaufbau spätes 19. Jahrhundert. | D-1-82-131-11           | Hofhaus                   |
| Mesnergasse 4 (Standort)                     | Seehäusl                  | Wohnhaus mit verputztem Blockbau-Obergeschoss, umlaufender Balusterlaube und Giebelbalkon, Ende 18. Jahrhundert. | D-1-82-131-12           | Seehäusl                  |
| Ortererstraße 1 (Standort)                   | Figurengruppe             | Offene Ädikula mit barocker Stuckgliederung, angeblich 1843, mit großer Figurengruppe (Kreuzigung). | D-1-82-131-13           | weitere Bilder            |
| Radspielergasse 1 (Standort)                 | Beim Bauernbader          | Wohnhaus mit Laube und Giebellaube, Ende 18. Jahrhundert umgestaltet Anfang 20. Jahrhundert im Heimatstil. | D-1-82-131-14           | weitere Bilder            |
| Radspielergasse 2 (Standort)                 | Beim Stidl                | Wohnhaus, kleiner Bau mit originalen Fensteröffnungen und zwei Giebelbalkons, Anfang 19. Jahrhundert. | D-1-82-131-15           | weitere Bilder            |
| Radspielergasse 3 (Standort)                 | Landhaus                  | Landhaus mit Flachsatteldach, Balusterlauben, aufgedoppelten Türen und dekorativen Malereien, 1911 im Heimatstil erbaut. | D-1-82-131-16           | Landhaus                  |
| Rathausstraße 1 (Standort)                   | Rathaus                   | Als Richterhaus zwischen 1460 und 1484 erbaut, Umgestaltung 1919/1920 durch Architekt Carl Wegele in Formen des alpenländischen Heimatstils; Giebelfassade durch Rücksprung geteilt, mit offenen Eingangsarkaden und Altane, mit Erker und Giebelbundwerk des 17. Jahrhunderts vom Vorgängerbau, an den weiteren Fassaden malerische Ausbauten, über dem Flachsatteldach Belvedere; reich ausgestaltete Innenräume. | D-1-82-131-17           | weitere Bilder            |
| Rathausstraße 14 (Standort)                  | Beim Bäckerhauser         | Wohnhaus mit Blockbau-Obergeschoss des 18. Jahrhunderts, Umgestaltung als Landhaus und Ausbau des Wirtschaftsteils 1906 im Heimatstil, Erneuerung der Bemalung 1954. | D-1-82-131-18           | Beim Bäckerhauser         |
| Rathausstraße 15 (Standort)                  | Kramerhaus                | Ehemaliges Kramerhaus, jetzt Bank- und Geschäftshaus, ursprünglich zweigeschossiger Blockbau, wohl 17. Jahrhundert, Erdgeschoss jetzt ausgemauert. | D-1-82-131-19           | weitere Bilder            |
| Rotmaurergasse 2 (Standort)                  | Beim Rotmaurer            | Wohnhaus mit verbrettertem Giebel und Balustersöller, zweite Hälfte 18. Jahrhundert. | D-1-82-131-20           | weitere Bilder            |
| Schießstättstraße 2 (Standort)               | Beim Rechtl               | Wohnhaus, verputzter Blockbau, an der Ostseite verbrettert, im Kern wohl 16. Jahrhundert, an der Westseite in Stuck bezeichnet 1657, barocke Sterntür, Laube mit Aussägebrüstung des 19. Jahrhunderts. | D-1-82-131-21           | weitere Bilder            |
| Schießstättstraße 6 (Standort)               | Sommer- bzw. Wohnhaus     | dreigeschossiger Flachsatteldachbau mit Erker, Balkon und Giebel in Blockbauweise, in Formen des alpenländischen Heimatstils, von Gabriel von Seidl, bez. 1888; in einem steilen Garten mit Treppen, Wegen und Stützmauern, gleichzeitig. | D-1-82-131-104          | Sommer- bzw. Wohnhaus     |
| Seestraße 1 (Standort)                       | St. Sixtus                | Katholische Pfarrkirche, ehemalige Kollegiatstiftskirche St. Sixtus, barocker Neubau 1712/1714 von Caspar Glasl, Stuckaturen und Fresken von Johann Baptist Zimmermann, Turm spätgotisch, 1466, Obergeschoss mit Spitzhelm, 1873. | D-1-82-131-23           | weitere Bilder            |
| Seestraße 1 (Standort)                       | Friedhof                  | Ummauerung von 1715 und des 19. Jahrhunderts; schmiedeeiserne Grabkreuze des frühen 19. Jahrhunderts am südlichen Eingang. | D-1-82-131-23 zugehörig | weitere Bilder            |
| Seestraße 1 (Standort)                       | St. Nikolaus              | Friedhofskapelle, erhaltener Chor einer spätgotischen Kirche, zweite Hälfte 15. Jahrhundert, barockisiert 1635. | D-1-82-131-23 zugehörig | weitere Bilder            |
| Seestraße 4 (Standort)                       | Florihaus                 | Wohnhaus, Obergeschoss verputzter Blockbau, runder Bodenerker, zwei Balusterbalkons; Kernbau wohl 16./17. Jahrhundert, Äußeres Ende 18. Jahrhundert. | D-1-82-131-24           | Florihaus                 |
| Seestraße 9 (Standort)                       | Ledererhaus               | Wohnhaus mit umlaufender Balusterlaube und Giebelbalkon, 1787, Ausbau des Wirtschaftsteils 1893 (Wandmalereien 1966). | D-1-82-131-25           | weitere Bilder            |
| Seestraße 14 (Standort)                      | Kapelle                   | Lourdeskapelle, kleiner Satteldachbau mit Putzgliederung und Grotte, Ende 19. Jahrhundert, umgestaltet 1960 und 1975. | D-1-82-131-26           | Kapelle                   |
| Seestraße 16 (Standort)                      | Osterbachgütl             | Ehemaliges Bauernhaus, Wohnteil jetzt Geschäftshaus, verputzt, mit Hochbalkon, um 1820/30, Umbauten 1895 und 1903. | D-1-82-131-27           | weitere Bilder            |
| Seestraße 22 (Standort)                      | Beim Froschlackner        | Stattliches Wohnhaus mit klassizistischen Rundbogenfenstern, rustizierten Ecklisenen und Fensterfaschen, mit Flachsatteldach, erbaut 1843. | D-1-82-131-28           | Beim Froschlackner        |
| Seestraße 23 (Standort)                      | Einfirsthof               | Zweigeschossiger Flachsatteldachbau mit Halbgeschoss, Balkonvorbau und Putzgliederungen, Wirtschaftsteil im Obergeschoss verbrettert, um 1880/90, Wohnteil in den 1930er Jahren umgebaut. | D-1-82-131-103          | weitere Bilder            |
| Seestraße 24 (Standort)                      | Beim Weindl               | Bauernhaus, Wohnteil mit Blockbau-Obergeschoss, umlaufender Laube und verbretterter Giebellaube, Mitte 17. Jahrhundert. | D-1-82-131-29           | Beim Weindl               |
| Seestraße 25 (Standort)                      | Beim Nagl                 | Bauernhaus, Wohnteil verputzt, mit giebelseitigen Balusterbalkons und Sterntüren, Ende 18. Jahrhundert; Zuhaus mit verschaltem Blockbauobergeschoss, 18. Jahrhundert. | D-1-82-131-30           | Beim Nagl                 |
| Seestraße 27 (Standort)                      | Beim Spieß                | Kleinbauernhaus mit Blockbau-Obergeschoss und umlaufender Laube, drittes Viertel 18. Jahrhundert. | D-1-82-131-31           | Beim Spieß                |
| Seestraße bei Nr. 28 am Spießbach (Standort) | Bildstock                 | Mit Schnitzfigur des Hl. Johann Nepomuk, 1852. | D-1-82-131-32           | Bildstock                 |
| Seestraße 32 (Standort)                      | Villa                     | Malerisch-asymmetrischer Bau mit Eckerkerturm, Giebelrisaliten in Seerichtung und nach Süden sowie Veranda, 1898. | D-1-82-131-33           | weitere Bilder            |
| Seestraße 33 (Standort)                      | Zwei Hausfiguren          | Barock, geschnitzt, Hl. Sebastian und Gottvater; an der Ostfassade des Wohnhauses. | D-1-82-131-34           | weitere Bilder            |
| Seestraße 36 (Standort)                      | Landhaus                  | Landhaus mit Flachsatteldach, Inntaler Eckerker, dreiseitig umlaufender Laube und Giebelbalkon, mit dekorativen Fassadenmalereien, erbaut im Heimatstil 1904. | D-1-82-131-35           | Landhaus                  |
| Xaver-Terofal-Platz 2 (Standort)             | Hotel Seehaus             | Stattlicher dreigeschossiger Putzbau, Giebelfassade mit Eckerkertürmen, Giebelfeld mit Bundwerk, hölzerne Balkons, erbaut 1924 (Wandmalereien 1964). | D-1-82-131-37           | weitere Bilder            |
| Xaver-Terofal-Platz 2 (Standort)             | Bauerntheater             | Gegründet 1892 von Xaver Terofal und Konrad Dreher, Halle mit Emporeneinbauten, südlicher Giebelfront und Bühnenhaus im Norden, erbaut 1896 nach Plänen von Emanuel von Seidl als verschalter Holzständerbau, um 1920 Ausmauerung der Ständerkonstruktion, Verputz der Wände und Umgestaltung, Bühnenhaus nach Brand 1947 wieder instand gesetzt.                                                                   | D-1-82-131-83           | Bauerntheater             |

### Fischhausen
| Lage                            | Objekt             | Beschreibung | Akten-Nr.     | Bild             |
| ------------------------------- | ------------------ | --- | ------------- | ---------------- |
| Fischhausen (Standort)          | St. Leonhard       | Katholische Filial- und Wallfahrtskirche, barocker achteckiger Zentralbau mit seitlichen Apsiden, rechteckigem Vorraum und Südturm. Erbaut 1646–1657, wohl von Jörg Zwerger, Turm 1666–1668 über spätgotischem Untergeschoss erbaut. Kirchhofummauerung mit Schindelabdeckung. | D-1-82-131-39 | weitere Bilder   |
| Fischhauser Straße 1 (Standort) | Fischmeisterhaus   | Verputzter Blockbau über nahezu quadratischem Grundriss, mit Zeltdach und Außentreppe, Anfang 19. Jahrhundert, erneuert 1978. | D-1-82-131-40 | Fischmeisterhaus |
| Fischhauser Straße 9 (Standort) | Getreidekasten     | Zweigeschossiger Blockbau mit Kerbschnittornamenten und Bemalung, bezeichnet 1565 (fraglich), überbaut durch Schupfen; im Hof des Kirchbergeranwesens. | D-1-82-131-42 | Getreidekasten   |
| Leitnerberg (Standort)          | Ruine Hohenwaldeck | Höhenburg, von der unregelmäßig vierseitigen Anlage mittelalterliches Quadermauerwerk der Süd-, West- und Nordmauer erhalten, um 1200; nordöstlich auf Felsvorsprung im Bergwald.                                                                                              | D-1-82-131-44 | weitere Bilder   |
| Neuhauser Straße 20 (Standort)  | Gasthof            | Ehemaliger Propsthof, jetzt Gasthaus, Wohnteil mit verputztem Blockbau-Oberstock, im Kern 16. Jahrhundert, Fenster und Balusterlaube 19. Jahrhundert (Wandmalereien neuzeitlich).                                                                                              | D-1-82-131-43 | Gasthof          |

### Josefsthal
| Lage                               | Objekt            | Beschreibung | Akten-Nr.     | Bild              |
| ---------------------------------- | ----------------- | --- | ------------- | ----------------- |
| Aurachstraße 2 (Standort)          | Beim Hachlschmied | Hammerschmiede, schmaler zweigeschossiger Putzbau mit Giebelbalkons, im Erdgeschoss Werkstatt mit älterer, noch genutzter technischer Ausstattung, Ende 19. Jahrhundert (Zur Geschichte des Hauses)                              | D-1-82-131-46 | Beim Hachlschmied |
| Breitensteinstraße 14 b (Standort) | Gütlerhaus        | Ehemaliges Gütlerhaus, zweigeschossiger Blockbau, angeblich 1625, äußere Erscheinung Mitte 18. Jahrhundert, Fenster 19. Jahrhundert, ursprünglich in Hölzl bei Hausham, 1979 transferiert (westlicher Anbau und Steherker 1979). | D-1-82-131-47 | weitere Bilder    |
| Josefstaler Straße 4 (Standort)    | Landhaus          | Landhaus mit Balusterbalkons, Sterntüren und vornehmer Bemalung, Heimatstil mit klassizisierenden Elementen, 1905; mit Ausstattung.                                                                                              | D-1-82-131-48 | Landhaus          |
| Josefstaler Straße 14 (Standort)   | Beim Kameter      | Ehemaliges Bauernhaus mit Blockbau-Obergeschoss und Balusterbalkon. Wirtschaftsteil mit alter Blockbau-Schredelwand, um 1730; Fenster und Haustür zweite Hälfte 19. Jahrhundert.                                                 | D-1-82-131-49 | Beim Kameter      |
| Josefstaler Straße (Standort)      | St. Maria         | Josefstaler Kapelle St. Maria (Kameterkapelle), um 1730; mit Ausstattung. | D-1-82-131-50 | weitere Bilder    |

### Neuhaus
| Lage                               | Objekt                                                 | Beschreibung | Akten-Nr.      | Bild                                                   |
| ---------------------------------- | ------------------------------------------------------ | --- | -------------- | ------------------------------------------------------ |
| Bayrischzeller Straße 3 (Standort) | Haus St. Elisabeth                                     | Ehemaliges Gasthaus Neues Haus, 1912 für Xaver Terofal neu erbaut, dann Krankenhaus, dann Caritasheim St. Elisabeth; stattlicher Giebelbau, symmetrische Fassade mit Eckerkertürmen, zentralem Flacherker, Eingangsnische mit Freitreppe, Giebellaube und reicher Bemalung, im barockisierenden Heimatstil.             | D-1-82-131-82  | Haus St. Elisabeth                                     |
| Brunnbichl 5 (Standort)            | Beim Lukas                                             | Bauernhaus, zweigeschossiger teils erdgeschossig ausgemauerter Flachsatteldach-Blockbau mit umlaufender Laube, verschalter Giebellaube und verbrettertem Wirtschaftsteil, 1567 (dendro. dat.). Um 1730 erweitert. Nach 2000 aus Finsterwald, Gemeinde Gmund am Tegernsee, in das Bauernhofmuseum Wasmeier transferiert. | D-1-82-131-81  | weitere Bilder                                         |
| Brunnbichl 5 (Standort)            | Beim Rieder                                            | Bauernhaus, zweigeschossiger Flachsatteldach-Blockbau mit kleiner Laube und angeschlossenem Wirtschaftsteil, um 1731 mit älterem Kern und Veränderungen des 19. Jahrhunderts. 1999 aus Geitau, Gemeinde Bayrischzell, in das Bauernhofmuseum Wasmeier transferiert.                                                     | D-1-82-131-80  | weitere Bilder                                         |
| Dürnbachstraße 31 (Standort)       | Landhaus Sonnwinkl                                     | Ehemals zu Dürnbachstraße 7 (Landhaus v. Hertlein) gehörig, erdgeschossig, mit Eck-Erker, geschnitzter Haustür und Bemalung, 1912, wohl von Friedrich von Thiersch. | D-1-82-131-56  | Landhaus Sonnwinkl                                     |
| Dürnbachstraße 36 (Standort)       | Landhaus von Hertlein                                  | Landhaus mit Blockbau-Obergeschoss, Eck-Erker, Eingangsnische, Balusterlaube und Glockenstuhl, erbaut 1912 von Friedrich von Thiersch; reiche Bemalung. | D-1-82-131-57  | weitere Bilder                                         |
| Dürnbachtal (Standort)             | Dürnbachkapelle                                        | Kleiner offener Satteldachbau mit Vordach. Zur Erinnerung an Kaplan Vogt von Rottach-Egern, erbaut 1903; am Weg zur Bodenschneid im Dürnbachtal. | D-1-82-131-60  | BW                                                     |
| Dürnbachtal (Standort)             | Bildstock                                              | Tuffsäule, bezeichnet 1839; am Weg zur Bodenschneid im Dürnbachtal. | D-1-82-131-61  | BW                                                     |
| Grünseestraße 12 c (Standort)      | Landhaus                                               | Zweigeschossiger Satteldachbau im barockisierenden Heimatstil mit seitlichem Erker, giebelseitigen Lauben und reicher Bemalung, 1913. | D-1-82-131-58  | Landhaus                                               |
| Waldschmidtstraße 1 (Standort)     | Landhaus                                               | Zweigeschossiger reich bemalter Satteldachbau im barockisierenden Heimatstil mit Eckerker, Eingangsnische und umlaufender Laube bzw. Giebelbalkon mit Aussägebrüstung, 1911. | D-1-82-131-59  | Landhaus                                               |
| Wendelsteinstraße 3 (Standort)     | Ehem. Empfangsgebäude des Bahnhofs Fischhausen-Neuhaus | erdgeschossiger Satteldachbau mit hohem Kniestock, zwerchhausartigem Aufbau mit vorgesetzten Balkon und Außentreppe, teils holzverkleidet, 1910/11 | D-1-82-131-105 | Ehem. Empfangsgebäude des Bahnhofs Fischhausen-Neuhaus |

### Schwaig
| Lage                 | Objekt         | Beschreibung | Akten-Nr.     | Bild          |
| -------------------- | -------------- | --- | ------------- | ------------- |
| Schwaig 2 (Standort) | Bildstock      | Gemauerte Nische beim Haus Unterschwaiger, wohl erste Hälfte 19. Jahrhundert. | D-1-82-131-62 | Bildstock     |
| Schwaig 2 (Standort) | Unterschwaiger | Haustür beim Haus Unterschwaiger, aufgedoppelt, wohl 1848. | D-1-82-131-63 | BW            |
| Schwaig 3 (Standort) | Oberschwaiger  | Stattliches Bauernhaus, Wohnteil im Kern wohl 17. Jahrhundert, mit verputztem Blockbau-Obergeschoss, mittelsteiles Dach wohl 1826, gleichzeitig die reich geschnitzten biedermeierlichen Haus- und Laubentüren. | D-1-82-131-64 | Oberschwaiger |

### Spitzingsee
| Lage | Objekt                | Beschreibung | Akten-Nr.      | Bild                 |
| --- | --------------------- | --- | -------------- | -------------------- |
| Klausgraben; Richtereck; Schwarzenkopfweg; Untere Maxlraineralm 1; Untere Maxlraineralm 2; Valepperstraße 1; Valepperstraße 2; Valepperstraße 14 (Standort) | Damm über Klausgraben | beidseitig Stützwände mit Natursteinschale und mit rundbogigem Wasserdurchlass, bez. 1850, Erweiterung nach Süden 1914                                          | D-1-82-131-111 | BW                   |
| Seeweg (Standort) | Perfall-Denkmal       | Denkmal für Anton von Perfall, Porträtrelief, Bronze, an Kalksteinbrocken angebracht, 1912.                                                                     | D-1-82-131-66  | Perfall-Denkmal      |
| Spitzingsee (Standort) | St. Bernhard          | Katholische Filialkirche, trutziger Bruchsteinbau mit Saalraum, Bretterdecke und östlichem Chorturm, erbaut von Architekt Friedrich Ferdinand Haindl 1937/1938. | D-1-82-131-65  | weitere Bilder       |
| Valepper Straße 1 (Standort) | Forsthaus (Mauthaus)  | Verschalter und verschindelter zweigeschossiger Blockbau, 1896.                                                                                                 | D-1-82-131-67  | Forsthaus (Mauthaus) |
| Valepper Straße 2 (Standort) | Holzerhütte           | Verbretterter zweigeschossiger Holzständerbau, mit umlaufender Laube und profilierten Balkenköpfen, nach Art eines Bauernhauses 1919 vom Staatsforst erbaut.    | D-1-82-131-68  | weitere Bilder       |

### Valepp
| Lage                | Objekt           | Beschreibung | Akten-Nr.     | Bild           |
| ------------------- | ---------------- | --- | ------------- | -------------- |
| Valepp 2 (Standort) | Forsthaus Valepp | Erdgeschoss als Kalkquaderbau, Obergeschoss als Blockbau, umlaufende Laube, Giebellaube, 1841 erbaut durch das Salinenamt Reichenhall. Verfallstatus.                                                | D-1-82-131-69 | weitere Bilder |
| Valepp 4 (Standort) | Klausenhaus      | Altertümlicher Wohnbau mit gemauertem Erdgeschoss und Blockbau; Oberstock, bezeichnet 1683, mit Hochlaube und Schindelmantel im Norden und Westen; kleiner Anbau mit Legschindeldach. Verfallstatus. | D-1-82-131-70 | weitere Bilder |
| Valepp 5 (Standort) | Maria Hilf       | Kapelle, kleiner barocker Saalbau mit westlichem Giebelreiter, erbaut 1710. | D-1-82-131-71 | weitere Bilder |

### Westenhofen
| Lage                           | Objekt              | Beschreibung | Akten-Nr.               | Bild               |
| ------------------------------ | ------------------- | --- | ----------------------- | ------------------ |
| Breitenbachstraße 1 (Standort) | Beim Mesner         | Ehemaliges Bauernhaus, Wohnteil als Blockbau, Erdgeschoss zum Teil ausgemauert, umlaufende Laube, verbretterte Giebellaube, erste Hälfte 18. Jahrhundert                              | D-1-82-131-73           | Beim Mesner        |
| Breitenbachstraße 4 (Standort) | Beim Geisler        | Ehemaliges Doppel-Bauernhaus, breitgelagerter Bau mit massivem Erdgeschoss und Blockbau-Obergeschoss, bezeichnet 1617 (in Spiegelschrift), als Gemeindekrankenhaus 1886 eingerichtet. | D-1-82-131-74           | Beim Geisler       |
| Breitenbachstraße 7 (Standort) | Beim Großtaschner   | Wohnhaus, alter Wohnteil mit verputztem Blockbau-Obergeschoss, Rauputz mit Glattputzrahmen, geschweifter Giebelbalkon und verschaltes Vordach, um 1820/40.                            | D-1-82-131-75           | Beim Großtaschner  |
| Breitenbachstraße 8 (Standort) | Beim Kleintaschner  | Ehemaliges Bauernhaus, alter Wohnteil mit verputztem Blockbau-Obergeschoss, Balusterbalkon und profilierte Vorköpfe, Ende 18. Jahrhundert                                             | D-1-82-131-76           | Beim Kleintaschner |
| Westenhofen (Standort)         | St. Martin          | Katholische Filialkirche, barocker Neubau 1734/1737 unter Einbezug des spätgotischen Turms von 1529; mit Ausstattung.                                                                 | D-1-82-131-72           | weitere Bilder     |
| Westenhofen (Standort)         | Friedhof St. Martin | Schmiedeeisernes Grabdenkmal des Wildschützen Georg Jennerwein. | D-1-82-131-72 zugehörig | weitere Bilder     |

### Weitere Ortsteile
| Lage                                | Objekt                        | Beschreibung                                                                 | Akten-Nr.     | Bild                          |
| ----------------------------------- | ----------------------------- | ---------------------------------------------------------------------------- | ------------- | ----------------------------- |
| Breitenbach Waxenstein 2 (Standort) | Ehemaliges Sägmüller-Wohnhaus | Zweigeschossiger biedermeierlicher Putzbau mit Zeltdach, 1835                | D-1-82-131-38 | Ehemaliges Sägmüller-Wohnhaus |
| Grünboden 1 (Standort)              | Ehemaliges Bauernhaus         | Am Wohnteil umlaufend Balusterlaube, Giebellaube und „Katzenlabn“, um 1800   | D-1-82-131-45 | BW                            |
| Kalkgraben 2 (Standort)             | Kapellenbildstock             | Kapellenbildstock, gemauert, Ende 19./Anfang 20. Jahrhundert; bei Haus Nr. 2 | D-1-82-131-54 | BW                            |
| Krainsberg (Standort)               | Krainsbergerkapelle           | Kräftig gegliederter Putzbau mit Dachreiter, um 1900; mit Ausstattung        | D-1-82-131-55 | BW                            |

### Almen und Forstgebäude
| Lage | Objekt                                              | Beschreibung | Akten-Nr.               | Bild                                   |
| --- | --------------------------------------------------- | --- | ----------------------- | -------------------------------------- |
| Alm Gemeinde Schliersee (Standort)                                                                              | Freudenreichalm                                     | Verschindelter Blockbau über Bruchsteinsockel, wohl erste Hälfte 19. Jahrhundert, Dach später einhüftig aufgesteilt; kleines Kellerhaus (Butter- und Käskeller),                                                  | D-1-82-131-100          | Freudenreichalm                        |
| Auf dem Grat Brecherspitz-Dürnbachkopf oberhalb der Freudenreichalm in 1600 Metern Höhe (Standort)              | St. Leonhard                                        | Freudenreichkapelle (Almkapelle), Holzbau, Ende 19. Jahrhundert. | D-1-82-131-101          | weitere Bilder                         |
| Im Kessel unter dem Freudenreichsattel in 1269 Metern Höhe (Standort)                                           | Obere Haushamer Alm / Grünseealm (Südliche Hütte)   | Erdgeschossiger, teilweise verschindelter bzw. verbretterter Blockbau mit Flachsatteldach, 1850. | D-1-82-131-91           | BW                                     |
| Im Kessel unter dem Roßkopf in 1375 Metern Höhe (Standort)                                                      | Obere Haushamer Alm / Grünseealm (Miesbacher Hütte) | Nördlichste Almhütte, sogenannte Miesbacher Hütte. Erdgeschossiger, teilweise verschindelter Blockbau mit Flachsatteldach, wohl 18. Jahrhundert.                                                                  | D-1-82-131-91           | BW                                     |
| Im Kessel unter dem Roßkopf in 1375 Metern Höhe (Standort)                                                      | Obere Haushamer Alm / Grünseealm (Rosshütte)        | Mittlere, sogenannte Rosshütte. Erdgeschossiger Blockbau über verputztem Sockel, 18. Jahrhundert/Anfang 19. Jahrhundert.                                                                                          | D-1-82-131-91           | BW                                     |
| Südlich unter dem Stolzenberg in 1300 Metern Höhe (Standort)                                                    | Untere Haushamer Alm                                | Ehemaliger Kälberstall der Unteren Haushamer Alm, sogenannte südliche Hütte. Erdgeschossiger, teilweise verschindelter Blockbau über verputztem Bruchsteinsockel mit Flachsatteldach, 1850.                       | D-1-82-131-92           | BW                                     |
| Im Roten Valepptal in 1050/1070 Metern Höhe. (Zweite Hütte, oberhalb des Wegs) (Standort)                       | Valeppalm (Hemeterhütte)                            | Breitgelagerter Blockbau, zum Teil verbrettert und verschindelt, auf Bruchsteinsockel, bezeichnet mit dem Jahr 1831.                                                                                              | D-1-82-131-90           | BW                                     |
| Zwischen Baumgarten- und Gindelalmschneid in 1225 Metern Höhe (Standort)                                        | Kreuzbergalm                                        | Verschindelter und verbretterter Blockbau, 1738. | D-1-82-131-88           | Kreuzbergalm                           |
| Im Roten Valepptal, in 1050/1070 m Höhe. (Dritte Hütte, oberhalb des Wegs) (Standort)                           | Valeppalm (Oberrißbauernhütte)                      | Langgestreckter Blockbau, auf Bruchsteinsockel, erste Hälfte 19. Jahrhundert. | D-1-82-131-89           | BW                                     |
| Valepp, südlich des Forsthauses und der Maria Hilf Kapelle (Standort)                                           | Ochsenalm                                           | Sehr stattlicher Blockbau, bezeichnet mit dem Jahr 1849, mit Legschindeldach; Stallgebäude, Blockbau, erste Hälfte 19. Jahrhundert, mit Legschindeldach.                                                          | D-1-82-131-84           | Ochsenalm                              |
| Südwestlich der Rotwand über dem Pfanngraben in 1120 Metern Höhe (Standort)                                     | Untere Pentzingalm                                  | Erdgeschossiger Blockbau über Bruchsteinkeller mit Flachsatteldach, Mitte 19. Jahrhundert. | D-1-82-131-95           | BW                                     |
| Südlich unter dem Rainerkopf beim Bodenschneidhaus in 1160 Metern Höhe (Standort)                               | Obere Raineralm                                     | Gemauert, Kniestock und Giebeldreieck als Blockbau, 18. Jahrhundert. | D-1-82-131-97           | Obere Raineralm                        |
| Südlich unter dem Rainerkopf beim Bodenschneidhaus in 1160 Metern Höhe (Standort)                               | Untere Raineralm                                    | Blockbau, zum Teil verschindelt, vor die Blockwände zum Teil Mauern gelegt, 17./18. Jahrhundert. | D-1-82-131-98           | BW                                     |
| Nordwestlich vom Taubenstein in 1400/1450 Metern Höhe (Standort)                                                | Obere Schönfeldalm (Michlhütte)                     | Westliche Hütte. Blockbau, zum Teil verbrettert, erste Hälfte 19. Jahrhundert. | D-1-82-131-93           | Obere Schönfeldalm (Michlhütte)        |
| Nordwestlich vom Taubenstein in 1400/1450 Metern Höhe (Standort)                                                | Obere Schönfeldalm (Kloobauernhütte)                | Blockbau, zum Teil verbrettert, wohl erste Hälfte 19. Jahrhundert. | D-1-82-131-93           | BW                                     |
| Südwestlich von Wilde Fräulein in rund 1400 Metern Höhe (Standort)                                              | Untere Schönfeldalm (Irgendbauerhütte)              | Erdgeschossiger Blockbau mit Flachsatteldach, 18./Anfang 19. Jahrhundert. | D-1-82-131-94           | Untere Schönfeldalm (Irgendbauerhütte) |
| Südwestlich von Wilde Fräulein in rund 1400 Metern Höhe (Standort)                                              | Untere Schönfeldalm (Oberrißhütte)                  | Erdgeschossiger, teilweise verbretterter Blockbau über Bruchsteinsockel mit Flachsatteldach, bezeichnet mit dem Jahr 1826.                                                                                        | D-1-82-131-94 zugehörig | BW                                     |
| Südwestlich von Wilde Fräulein in rund 1400 Metern Höhe (Standort)                                              | Untere Schönfeldalm (Oberleitnerhütte)              | Erdgeschossiger, teilweise verschindelter Blockbau über Bruchsteinsockel mit Flachsatteldach, erste Hälfte 19. Jahrhundert.                                                                                       | D-1-82-131-94 zugehörig | Untere Schönfeldalm (Oberleitnerhütte) |
| Am Spitzingsattel in 1127 Metern Höhe (Standort)                                                                | Spitzingalm (Kloobauernhütte)                       | Östliche Hütte. Erdgeschossiger, teilweise verschindelter bzw. verbretterter Blockbau über Bruchsteinsockel mit Flachsatteldach. Erste Hälfte 19. Jahrhundert, später nach Norden verlängert.                     | D-1-82-131-79           | Spitzingalm (Kloobauernhütte)          |
| Spitzingsattel 11 (Standort)                                                                                    | Spitzingalm (Michlbauerhütte)                       | Erdgeschossiger, teilweise verschindelter Blockbau auf Bruchsteinsockel mit Legschindel-Flachsatteldach, im Kern 18. Jahrhundert.                                                                                 | D-1-82-131-85           | Spitzingalm (Michlbauerhütte)          |
| Im Roten Valepptal, in 1050/1070 Metern Höhe. (Valepper Straße 18; Vierte Hütte, unterhalb des Wegs) (Standort) | Valeppalm (Oberleitnerhütte)                        | Erdgeschossiger, halbhöhig verschindelter Blockbau auf Bruchsteinsockel mit Flachsatteldach und Aborterker, erste Hälfte 19. Jahrhundert.                                                                         | D-1-82-131-86           | BW                                     |
| Im Roten Valepptal in 930 Metern Höhe (Standort)                                                                | Waitzingeralm                                       | Stattlicher langgestreckter Blockbau, im Kern wohl 18. Jahrhundert. Ausbau als Forstgebäude (Winterstube) mit verbrettertem Kniestock und Giebelbalkon im alpenländischen Stil in der Mitte des 19. Jahrhunderts. | D-1-82-131-87           | weitere Bilder                         |
| Westlich der Rotwand in 1470 Metern Höhe (Standort)                                                             | Untere Wallenburgeralm                              | Erdgeschossiger, teilweise verschindelter Blockbau mit Flachsatteldach und vier traufseitig erschlossenen Stallteilen, erste Hälfte 19. Jahrhundert.                                                              | D-1-82-131-99           | BW                                     |

## Ehemalige Baudenkmäler
In diesem Abschnitt sind Objekte aufgeführt, die früher einmal in der Denkmalliste eingetragen waren, jetzt aber nicht mehr. Objekte, die in anderem Zusammenhang – also z. B. als Teil eines Baudenkmals – weiter eingetragen sind, sollen hier nicht aufgeführt werden. Aktennummern in diesem Abschnitt sind ehemalige, jetzt nicht mehr gültige Aktennummern.

| Lage                                                                      | Objekt                 | Beschreibung | Akten-Nr.     | Bild       |
| ------------------------------------------------------------------------- | ---------------------- | --- | ------------- | ---------- |
| Schliersee Unterleiten 5 (Standort)                                       | Unterleiten            | Bauernhaus mit Blockbau-Obergeschoss, wohl Mitte 16. Jahrhundert, Ausbau erste Hälfte 19. Jahrhundert, Lüftlmalereien barock, zum Teil übermalt; zugehöriger Stadel, zweite Hälfte 18. Jahrhundert.                                                                             |               | BW         |
| Fischhausen Fischhauser Straße 8 (Standort)                               | Schoberhof             | Ehemaliges Bauernhaus, Wohnteil mit Blockbau-Obergeschoss, bezeichnet 1674, Ausbauten um 1900 (Erker) und 1937. Ehemaliger Wohnsitz von Hans Frank und dessen Familie (ab 1936). Wirtschaftstrakt abgebrochen, Wohngebäude komplett abgebrochen und durch einen Neubau ersetzt. | D-1-82-131-41 | Schoberhof |
| Josefsthal Josefstaler Straße 15 (Standort)                               | Beim Zaindler          | Ehemaliges Handwerkerhaus, zweigeschossiger Blockbau, um 1730, First bezeichnet 1836. |               | BW         |
| Josefsthal Josefstaler Straße 23 (Standort)                               | Bäckergütl             | Kleinhaus mit Blockbau-Obergeschoss, zum Teil verbrettert, Ende 18. Jahrhundert |               | BW         |
| Josefsthal Josefstaler Straße 31 (Standort)                               | Zunthäusl              | Schmaler Giebelbau, verputzt, Wirtschaftsteil verbrettert, biedermeierlich, 1824. |               | BW         |
| Westenhofen Schlierachstraße 40 (Standort)                                | Köckmüller             | Ehemaliges Köckmüllerwohnhaus, erhaltener alter Wohnteil mit verputztem Blockbau-Obergeschoss, Balkenvorköpfe barock, Mitte 18. Jahrhundert, dreiseitig umlaufende Brettbalusterlaube 19. Jahrhundert.                                                                          |               | BW         |
| Im Breitenbachtal, westlich vom Westerberg in 1031 Metern Höhe (Standort) | Untere Krainsbergeralm | Altertümlicher Blockbau mit verbrettertem Giebel, 18. Jahrhundert. |               | BW         |